# Gołda Tencer
Gołda Tencer (גאָלדע טענצער en yiddish ; née le 2 août 1949 à Łódź) est une actrice de théâtre, metteur en scène et chanteuse polonaise d'origine juive, associée au Théâtre juif Ester Rachel et Ida Kamińska à Varsovie depuis 1969. Elle en est la directrice depuis 2015, succédant à Szymon Szurmiej. Gołda Tencer est également connue du public pour ses interprétations de chansons juives en yiddish et en polonais.
Gołda Tencer est très active dans la promotion de la culture juive et du yiddish, fondatrice en 1988 et présidente de la Fondation Shalom, organisatrice du festival de la culture juive Singer à Varsovie depuis 2004.
Son mari était Szymon Szurmiej (1923-2014), avec qui elle a eu un fils David (né en 1985).

## Biographie

### Son enfance à Łódź
Gołda Tencer est née à Łódź dans une famille juive, fille de Szmul Tencer (1915-1971), fabricant de sacs à main, survivant du pogrom de Łuków de 1920 et de l'Holocauste à Varsovie, et de Sonia Tencer, née Rubinowicz, (1926-2004), qui a survécu à la guerre avec sa famille en s'enfuyant en Union soviétique, déportée en juin 1941 dans un goulag de la République des Komis. Gołda, surnommée Genia, grandit dans un milieu de culture juive et yiddishophone, fait ses premières classes à l'école juive, fermée en 1969, nommée Icchok Perec, 13 rue Więckowski à Łódź. Là, elle fait ses premiers pas sur la scène du théâtre scolaire et y trouve sa vocation, d'autant plus facilement que dans le bâtiment scolaire se trouve la salle du théâtre juif. Dans son enfance, elle joue également au Teatr Powszechny de Łódz. Gołda obtient son baccalauréat en mai 1967.
Quelques jours plus tard éclate la Guerre des six jours, suivie du discours de Władysław Gomułka dénonçant les Juifs comme la "cinquième colonne" et marquant le début d'une campagne antisémite qui se poursuivra en 1968. Beaucoup des amis d'enfance de Gołda Tencer, ainsi que son frère, quittèrent la Pologne, la plupart s'établiront en Suède ou en Israël. Après son baccalauréat, Gołda Tencer est engagée au Théâtre de poupées Arlequin de Łódź, puis devient choriste d'opérette au Théâtre de musique, tout en étant poursuivant des études à l'université de la ville.

### Sa carrière théâtrale à Varsovie
En septembre 1969, Gołda Tencer se rendit à Varsovie pour étudier le métier d'acteur au Théâtre Juif, dont elle obtint le diplôme en 1971. Jouant sue scène dès 1969, sur le plan artistique, elle fut formée par le directeur du théâtre Szymon Szurmiej. Le couple vit en concubinage depuis mars 1970. En 1984, en tant que boursière du gouvernement des États-Unis, elle a l'occasion de se renseigner sur la vie théâtrale aux États-Unis. Elle a reçu une bourse pour ses réalisations précédentes. Sa carrière théâtrale, en tant qu'actrice, puis également scénariste et réalisatrice, se confond avec le répertoire du Théâtre Juif Ester Rachel et Ida Kamińska à Varsovie.

### Son engagement pour la culture juive et la mémoire
Gołda Tencer est présidente fondatrice de la Fondation Shalom, créée en 1988, qui devait être polono-américano-israélienne. La première action de la Fondation fut de financer un monument pour Leib Naidus. Sans doute la contribution la plus importante fut l'érection du monument de Janusz Korczak en 2006. La fondation est également active dans la réalisation de concerts, de films, d'expositions, l'édition de livres, collection de photos de la Shoah.
En 2004, Gołda Tencer fonde le festival de la culture juive à Varsovie Singer dont elle devient la directrice. Ces activités constituent depuis longtemps les principales activités de Gołda Tencer.

## Principales prestations

### Actrice de cinéma
- 2007 : Liebe nach Rezept – dans le rôle de Rosha
- 2004 : Monsieur Zucker joue son va-tout – dans le rôle de Golda Zuckermann
- 1985 : War and love de Moshé Mizrahi,
- 1983 : Le souffle de la guerre
- 1983 : Haracz szarego dnia – dans le rôle de la juive  Róża
- 1982 : Hotel Polan und seine Gäste – dans le rôle de Mme Menasze
- 1982 : Austeria de Jerzy Kawalerowicz – dans le rôle de Blanka
- 1979 : Komedianci (enregistrement spectacle)
- 1979 : Gwiazdy na dachu (Des étoiles sur le toit)[4] (enregistrement spectacle)
- 1979 : Dybuk  (enregistrement spectacle) – dans le rôle de Lea
- 1979 : David de Peter Lilienthal

### Réalisatrice
- 2013 : Mazel Tov[5]
- 2006 : Dla mnie bomba
- 2002 : Cud purymowy
- 2000 : Kamienica na Nalewkach (avec Szymon Szurmiej)
- 1997 : Ballada o brunatnym teatrze (avec Szymon Szurmiej)
- 1993 : My Żydzi polscy (avec Szymon Szurmiej)
- 1992 : Trubadur z Galicji
- 1986 : Pieśń o zamordowanym... (avec Szymon Szurmiej)

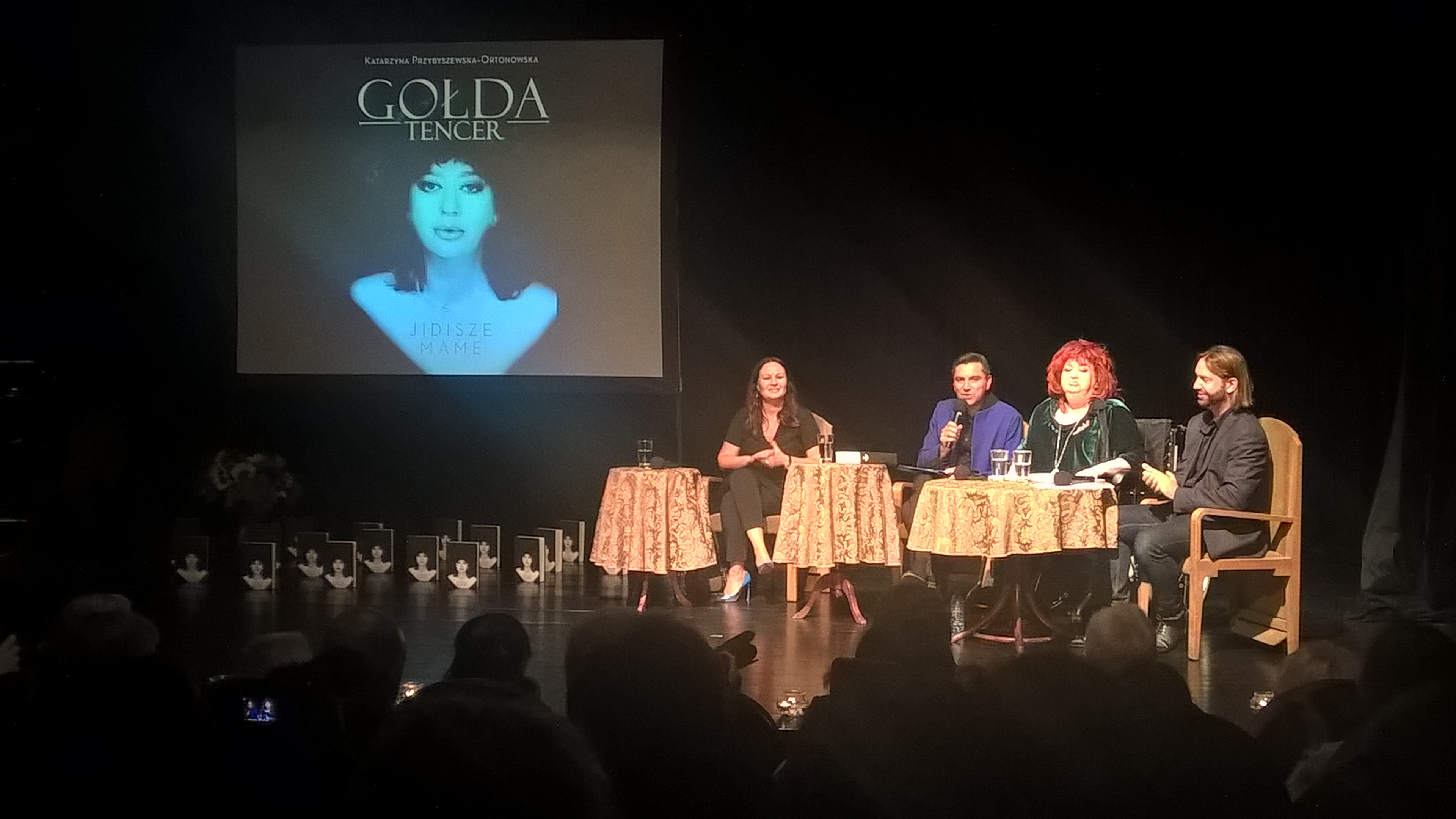
Présentation du livre sur Gołda Tencer en présence de l'auteur

### Discographie
- 1988 : Miasteczko Bełz, Label Arston[6]. Ce disque comprend 12 chansons juives traditionnelles. Ce disque a été réédite en compact disc en 1997[7].